# 1/2 (石川智晶の曲)
「1/2」（はんぶん）は、石川智晶の4枚目（通算5枚目）のシングル。2007年11月21日発売。発売元はJVCエンタテインメント・flying DOGレーベル。

## 概要
1枚目のアルバム『僕はまだ何も知らない。』発売後、初のシングルとなる、2007年第3弾シングル。
タイトル曲「1/2」は、2007年秋より放送されたTBS・BS-i放送のテレビアニメ『逮捕しちゃうぞ フルスロットル』のエンディングテーマに起用された。歌詞は、主人公の辻本夏実と小早川美幸の2人の友情をテーマに制作された。
本作はPVが制作されておらず、CMスポットもアニメのイラストレーションが使用された。アニメーションは、同アニメでキャラクターデザインを務めた中嶋敦子が手掛けた。なお、シングルでPVが制作されないのは「涙」以来2度目となる。

## 収録曲
1. 1/2
作詞・作曲：石川智晶 編曲：西田マサラ
  - TBS・BS-iアニメ『逮捕しちゃうぞ フルスロットル』エンディングテーマ
2. 砂の上のドルフィン
作詞・作曲：石川智晶 編曲：西田マサラ
3. 1/2 -without vocal-
4. 砂の上のドルフィン -without vocal-